# Ellipanthus
Ellipanthus ist eine Pflanzengattung aus der Familie der Connaraceae. Sie kommt mit sieben Arten von Sträuchern und kleinen Bäumen im tropischen Asien und in Ostafrika vor.

## Beschreibung

### Vegetative Merkmale
Die Ellipanthus-Arten sind Sträucher oder kleine Bäume. Die schraubig angeordneten Laubblätter besitzen einen am Grund verdickten, gegliederten Blattstiel. Nebenblätter fehlen. Die einfachen, ungeteilten Blattspreiten sind ganzrandig und fiedernervig. Sie entsprechen den Endfiedern der sonst in der Familie vorkommenden Fiederblätter.

### Generative Merkmale
Die Blütenstände sind kleine blattachselständige Rispen oder Trauben, die bei einigen Arten auch dicht geknäuelt sein können. Die kleinen lanzettlichen Deckblätter fallen früh ab. Die Blütenstiele sind nahe ihrer Spitze gegliedert.
Die kleinen, radiärsymmetrischen Blüten sind meist zwittrig, heterodistyl und proterandrisch. Bei Ellipanthus beccarii und gelegentlich auch bei anderen Arten sind die Blüten eingeschlechtig. In diesen Fällen ist die Geschlechtsverteilung diözisch. Bei den meisten Arten sind die Blüten überwiegend fünfzählig, nur bei Ellipanthus beccarii sind sie überwiegend vierzählig. Die mehr oder weniger freien, in der Knospe klappigen Kelchblätter sind an der Außenseite dicht behaart. Sie bleiben nach der Blüte erhalten, vergrößern sich aber nicht. Die freien, in der Knospe dachziegelig (cochlear) deckenden Kronblätter sind grünlich, cremefarben oder weiß und deutlich länger als die Kelchblätter. Sie sind außen und in der Regel auch innen behaart. Die Staubblätter sind in doppelter Anzahl der Kronblätter vorhanden und stehen in zwei Kreisen. Ihre Staubfäden sind behaart und am Grund miteinander zu einer kurzen, an der Außenseite kahlen, innen behaarten Röhre verwachsen. Die äußeren, vor den Kelchblättern stehenden, fruchtbaren Staubblätter sind viel länger als die inneren, vor den Kronblättern stehenden, als sterile Staminodien ausgebildeten Staubblätter. Die kurzen Staubbeutel sind in ihrer unteren Hälfte dorsifix, also an ihrem Rücken dem Staubfaden angeheftet und krümmen sich während des Blühens auswärts. Sie öffnen sich intrors, also gegen das Blütenzentrum zu, der Länge nach. Der Griffel und der Fruchtknoten sind zottig behaart, die Narbe köpfchenartig geformt. Es gibt nur ein Fruchtblatt, die Frucht ist ein schwach gestielter, eiförmiger Balg, der außen dicht filzig behaart und innen vollständig kahl ist und sich reif öffnet.
Die dunkel glänzenden Samen sind einzeln, selten als Paar an der Innenseite des Balgs befestigt und besitzen eine fleischige Außenschicht, die sogenannte Sarkotesta, sie überdeckt schräg verlaufend den Ansatz des Samens. Das Endosperm ist äußerst dünn, die Keimblätter dick und leicht abgeflacht, die Radicula ist spitz.

## Verbreitung
Die Gattung ist altweltlich, die Arten finden sich in Süd- und Südostasien, sowie in Ostafrika und Madagaskar.

## Taxonomie und Systematik
Die Gattung Ellipanthus wurde 1862 von Joseph Dalton Hooker beschrieben. Hooker hat in der Erstbeschreibung zwar Connarus unifoliolatus Thwaites und Connarus monophyllus Wall., ein Nomen nudum, als dazugehörende Arten genannt, aber die entsprechenden Namenskombinationen nicht durchgeführt. Als Lektotypus wurde Ellipanthus unifoliolatus festgelegt.
Pseudellipanthus G.Schellenb. und Trichostephania Tardieu sind Synonyme. Manche Autoren haben in der Vergangenheit auch die afrikanische Gattung Hemandradenia Stapf als Synonym von Ellipanthus behandelt. Hemandradenia unterscheidet sich durch Balgfrüchte, die sich bei der Reife nicht öffnen.
Innerhalb der Familie wird Ellipanthus in die Tribus Connareae gestellt.

## Etymologie
Der Name Ellipanthus lässt sich aus den beiden altgriechischen Wörtern ἐλλιπής (ellipḗs, dt. defekt, fehlerhaft) und ἄνθος (ánthos, dt. Blüte) herleiten. Die Benennung bezieht sich darauf, dass der eine der beiden Staubblattkreise zu sterilen Staminodien umgebildet ist.

## Arten
Es gibt sieben Arten:
| Wissenschaftlicher Name                             | Verbreitung                                         | Anmerkungen                               |
| --------------------------------------------------- | --------------------------------------------------- | ----------------------------------------- |
| Ellipanthus beccarii Pierre                         | Borneo                                              | 2 Varietäten                              |
| Ellipanthus calophyllus Kurz                        | Andamanen                                           |                                           |
| Ellipanthus glabrifolius Merr.                      | Hainan                                              |                                           |
| Ellipanthus madagascariensis (G.Schellenb.) Capuron | Kenia, Tansania, Madagaskar                         |                                           |
| Ellipanthus razanatsimae Randrian. & Lowry          | östliches Zentral-Madagaskar                        |                                           |
| Ellipanthus tomentosus Kurz                         | Süd-Indien (Kerala), weit verbreitet in Südostasien | 2 Unterarten, eine davon mit 3 Varietäten |
| Ellipanthus unifoliolatus (Thwaites) Thwaites       | Sri Lanka                                           |                                           |